# Сурана (Сондрио)
Сурана је насеље у Италији у округу Сондрио, региону Ломбардија.
Према процени из 2011. у насељу је живело 18 становника. Насеље се налази на надморској висини од 689 м.